# Əsəd Əliyev
Əsəd Əliyev (ur. 23 maja 1970) – azerski zapaśnik walczący w stylu klasycznym. Zajął 23. miejsce na mistrzostwach świata w 1995. Srebrny medalista mistrzostw Europy w 1993 roku.